# 岩崎與八郎
岩崎 與八郎（いわさき よはちろう、1902年（明治35年）5月1日 - 1993年（平成5年）12月28日）は、鹿児島県の実業家で、岩崎産業グループの創業者である。岩崎与八郎と表記されている場合もある。

## 経歴

### 生まれと育ち
1902年（明治35年）5月1日、当時の鹿児島県囎唹郡岩川村（岩川町、大隅町を経て現在の曽於市の一部）に、父斎藤斉（さいとうひとし）と母岩崎たねの間に生まれる。父は宮崎県西諸県郡小林村（現在の小林市）出身の人物で、岩川の種畜場に来て働いているうちに岩崎たねと結婚したが、酒飲みであることをたねの両親に嫌われて與八郎誕生後まもなく離縁され、與八郎は岩崎姓で育つことになった。父親は、與八郎が小学生のうちに死去している。
たねの母親は、江戸時代に名主の下役の名頭をしていた名家の生まれで、その実家からの援助でたねは岩川に「みどり屋」という旅館を買って経営し、1人で與八郎を育てた。このため父親がいなくても金銭的に不自由するというほどのことはなかった。ただし、岩川には旧制の中学校が存在していなかったため、岩川尋常高等小学校高等科を卒業し1917年（大正6年）3月に14歳で社会に出ることになった。高等科卒業前に熊本陸軍幼年学校を受験したが、学科試験をパスしたものの身体検査で肋膜の疑いがあるとされて落とされている。

### 中山商店時代
元貴族院議員の中山嘉兵衛が岩川で経営していた岩川醸造（中山商店）で働くことになった。店番として客の応対をするだけではなく、焼酎の原材料として使う芋の仕入れなどの仕事も任された。実績を上げたことから鹿児島支店の勤務となって、岩川で売り捌く商品の仕入れと岩川産品の売り捌きを担当し、さらに夜間に簿記学校に通った。この中山商店時代に経営者としての勉強をすることになった。この頃徴兵検査を受けたが乙種合格であった。

### 岩崎商店創業
地元の岩川に鉄道省（国鉄）志布志線の建設工事が始まり、実家の旅館に工事関係者が宿泊するようになった。その工事関係者から鉄道用の枕木の納入業者となることが有望であるとの話を聞きつけ、中山商店での地位を利用し納入業者となるべく運動を開始することにした。このために1922年（大正11年）5月に岩崎商店を創業し、借金をして上京し鉄道省との交渉を行った。しかし、岩崎が若すぎて実績がないことを理由に納入業者の指定を受けることができなかった。ところが、1923年（大正12年）9月に関東大震災が発生すると、鉄道網も大きな被害を受けて復旧資材が大量に必要となり、岩崎は鉄道省から呼び出される形で急に納入業者としての指定を受けることができた。その後、短期間で日本一の枕木納入業者へと成長することになった。
1924年（大正13年）に22歳で、財部村出身で2歳年下の田口芳江と結婚した。
また代議士の岩川与助に依頼して郵便逓送事業の許可を受けることができ、鹿児島市に転居して郵便逓送事業も行うようになった。その後、世界恐慌により打撃を受ける業者が多い中で、岩崎商店は取引先が鉄道省・逓信省という2つの役所であったため大きな影響を受けることはなかった。逆に、不景気で買う人がいなかった奄美大島の山林を買ってくれるよう依頼があり、これを購入してそこから産出する木材をやはり枕木へ加工して販売を行うようになった。
1940年（昭和15年）4月に岩崎商店を岩崎産業株式会社に改組した。

### 第二次世界大戦から朝鮮戦争まで
第二次世界大戦に際しては、日本の影響下にあった朝鮮総督府鉄道・南満州鉄道・華北交通・華中鉄道などへも枕木の販路を拡大した。このころ三井物産を通じて大陸へ枕木を販売していたが、枕木1本を1円で購入し、40-50銭程度で輸送して、販売価格は12円であったため、5万本の枕木を積んだ1隻の船で50万円儲かるという荒稼ぎぶりで、本人もこんなに儲けてよいのかと不安になったという。またこのことを指して、戦時中の国策で成り上がったと指弾するものもいたが、本人はそれを特に気にせず、本当のことだから隠しはしないという態度であった。
他に、金解禁に合わせて喜入村や頴娃村で金鉱山の経営を行った。しかしこれは戦争突入により輸出が途絶えたため閉鎖となっている。さらに鹿児島造船を設立して木造船の建造を行ったり、吉見鉄工所を設立して航空機の部品を製造したりと、戦争に際しての協力を行った。
第二次世界大戦が終結して連合軍が進駐してくると、岩崎は戦争協力者として連行され取調べを受けた。その姓から三菱グループ創業家との関係を疑われたが、無関係であると釈明している。その後、物資不足の中で肉や魚などの差し入れを盛んに行って進駐軍との関係を構築した。朝鮮戦争が発生すると、朝鮮半島での鉄道復旧に資材が必要となり、たまたま岩崎が関係を構築した人物がその資材担当であったことから、枕木の大量発注を受けて大きな利益を上げることができた。特に、当時はまだ奄美大島がアメリカの統治下にあって日本政府の管轄が及ばなかったので、奄美大島に山林を有してそこから枕木用木材を出荷できる岩崎は、自分がもっとも儲けることのできる取引形態を当局の監視外で設定することができたという。
1949年（昭和24年）に、当時民主自由党の大野伴睦の推薦で翌年の第2回参議院議員通常選挙に出馬するという話がもちあがった。しかし経営に専念することが得策であると判断し、これを辞退することにした。それでも岩崎が出馬するとの噂は消えなかったため、地元の南日本新聞にこれを明確に否定する声明文を掲載している。

### 運輸・観光事業への進出
第二次世界大戦後は、運輸・観光事業への進出を図った。1952年（昭和27年）5月に、当時既に経営が傾き始めていた南薩鉄道の取締役に請われて就任し、12月3日には社長に就任した。南薩鉄道は長く現状維持に甘んじていたが、岩崎が就任すると積極策に転じ、運行費用の安い気動車を導入して蒸気機関車を淘汰し、さらに岩崎が長崎惣之助国鉄総裁と知己であったことを生かして、1954年（昭和29年）から国鉄線に乗り入れて西鹿児島駅（現在の鹿児島中央駅）へ直通するようになった。
また大隅半島にバス網を持っていた三州自動車からも買収して欲しいとの声がかかり、1953年（昭和28年）2月26日に社長に就任した。これにより薩摩半島南部と大隅半島の両方にバス網と南薩鉄道の鉄道路線を抱えて交通網を掌握することになり、両社は1964年（昭和39年）9月1日に合併して鹿児島交通となった。
さらに屋久島の観光開発を考えて、当時破格の1,000 トンクラスのフェリー「屋久島丸」を建造し、1961年（昭和36年）12月26日就航させた。こうして鹿児島と離島を結ぶ航路も傘下に収めた。
観光事業では、指宿温泉の開発に着手した。当時は「いぶすき」と正しく読んでもらうことは難しい、田舎の湯治場に過ぎず、200名の団体客が来れば受け入れに苦労するといった状態であった。ここに初めての大規模観光ホテルである「指宿観光ホテル」を建設し、1956年（昭和31年）に開業した。1959年（昭和34年）には、名物となる「ジャングル浴場」を開設して有名となり、全国から観光客を集めるようになった。開聞岳山麓では、後にカシオワールドオープンゴルフトーナメントが開かれるゴルフ場であるいぶすきゴルフクラブ開聞コースの開発も行った。
また大隅半島南端の佐多岬に着目し、1963年（昭和38年）には民間所有の有料道路である佐多岬ロードパークを建設した。
一方、鹿児島県外でも1960年（昭和35年）に箱根にホテルを開設し、1969年（昭和44年）には伊豆に石廊崎ジャングルパークを開設した。久住高原においても、1971年（昭和46年）10月20日に久住高原ロードパークに着工するものの、環境問題などの影響で工事が中断と遅延を来たし、これが開通したのは岩崎本人が亡くなった後の1994年（平成6年）のことになった。
1972年（昭和47年）にはオーストラリア進出を目指して、豪州岩崎商事を設立した。ヤップーンにキャプリコーン・イワサキ・リゾートの建設に着手したが、環境破壊を懸念する自然保護団体や日本人が土地を占有することに反発する在郷軍人会からの反対があり、1980年（昭和55年）11月29日には施設で爆破事件が起きる騒ぎとなった。しかし1984年（昭和59年）9月にリゾートは開業にこぎつけている。これを記念して、鹿児島市平川動物公園にはオーストラリア側からコアラが寄贈されている。
一方、妻芳江は1979年（昭和54年）9月に亡くなったが、與八郎本人はオーストラリア滞在中でその死を看取ることはできなかった。

### 公的活動
1968年（昭和43年）3月6日に鹿児島商工会議所会頭に就任し、1986年（昭和61年）に勇退するまで6期18年に渡って務めた。会頭としては、鹿児島空港の鴨池からの移転問題で、十三塚原案と吹上浜案で、自社の鉄道に近い吹上浜案を推薦して活動したが、既に十三塚原案にほぼ決定してからの会頭就任であったため覆すことはできなかった。また鹿児島港への豪華客船の寄港誘致や鹿児島空港への国際線開設など、鹿児島の観光の国際化を図った。商工会議所会館の建設に取り組み、岩崎が会頭を辞した後の1990年（平成2年）5月14日に「アイムビル」として完成した。

### 死去
晩年まで活発に事業活動を続けたが、1993年（平成5年）12月28日、入院中の鹿児島大学病院で、家族に看取られながら老衰のために亡くなった。満91歳没。

## 人物
事業に対してはきわめて厳しい人物であり、自分の意に沿わない社員を激しく叱り付けてクビを言い渡すことも珍しくなかったという。交流のあった作家の椋鳩十は、「自信がありすぎてワンマンである」と評している。一方で、自分でクビを言い渡しておきながら、その社員が数日出社しないと「どうして出てこないんだ」と自宅に電話をかけてくるようなこともあったという。
電話が普及していなかった頃には、枕木用木材の仕入れで出張させた社員と電報で連絡を取っており、少し連絡が途絶えると、仕事はどうなっているか、勝手なことをしていないかと詰問する電報を送ったという。それも、通常はできるだけ文字数を減らして料金を節約するところをまったく気にせず、頼信紙で2枚にも3枚にも及ぶ長文電報を連日送り続けた。このため妻の芳江は、（頼信紙はカタカナで記載するので）「カタカナだけは字がうまかった」と語っている。
さらに、携帯電話の普及するはるか前に無線通信の設備を導入し、自分の専用車と各営業所に設備して、いつでも連絡を取れるようにした。この設備は一斉同報であり、話したことはほかの端末すべてで聞こえるものであったため、岩崎が無線で怒鳴りつける様子が他の営業所にも伝わって、多くの社員が冷や汗をかくことになったという。
一方で、稼いだ金で社会貢献も積極的に行っている。地元に学校がなくて自分が進学できなかったことを気にしたこともあり、1941年（昭和16年）には町立岩川工業学校を建設して寄贈し、これは後に鹿児島県立岩川高等学校となった。また1943年（昭和18年）には鹿児島医学専門学校の発足に際して寄付を行い、これは1958年（昭和33年）に国立移管されて鹿児島大学医学部となっている。自社の技術者不足を感じたことから、1945年（昭和20年）には鹿児島県立工業専門学校設立も支援し、これも鹿児島大学工学部となっている。
大戦後は、1951年（昭和26年）に東京都世田谷区烏山に岩崎学生寮を設立し、1952年（昭和27年）には岩崎育英奨学会を設置して、東京に進学する鹿児島出身の学生を援助した。
また、財団法人岩崎美術館を設立して、個人で収集した名画を寄託して展示している。（岩崎美術館・工芸館）